# Авиационные происшествия 1973 года
Авиационные происшествия 1973 года.
В данном списке перечислены происшествия в гражданской и военной авиации, произошедшие в 1973 году и повлёкшие за собой потерю летательного аппарата и/или человеческие жертвы.
Список составлен на основе открытых источников, является неполным и может содержать неточности.

## Статистика
По данным Aviation Safety Network, в 1973 году произошло 300 авиационных происшествий с участием самолётов, вместимостью более 12 пассажиров.
По данным Bureau of Aircraft Accidents Archive в 1973 году произошло 356 авиационных происшествий, в результате которых погибли 2848 человек (по другим данным — 2814 человек). По уровню смертности, это худший показатель в послевоенной истории авиации (с 1945 года) после 1972 года и 1985 года.
Крупнейшей авиакатастрофой стало крушение Boeing 707 в Кано (Нигерия) 22 января (176 погибших). На момент происшествия, она стала крупнейшей катастрофой по числу жертв в мире.

## Список
| Дата        | Воздушное судно                      | Принадлежность                                 | Место катастрофы              | Погибли         | Выжили           | Причина                                                                | Описание |
| ----------- | ------------------------------------ | ---------------------------------------------- | ----------------------------- | --------------- | ---------------- | ---------------------------------------------------------------------- | --- |
| 2 января    | Boeing 707                           | Pacific Western Airlines                       | Альберта                      | 5               | 0                | Ошибки экипажа                                                         | Разбился при заходе на посадку. |
| 14 января   | Ил-14                                | CAAC                                           | Гуйян                         | 29              | 0                | Ошибки экипажа                                                         | Врезался в гору. |
| 21 января   | Ан-24                                | Аэрофлот                                       | Большесосновский район        | 39              | 0                | Столкновение с неизвестным объектом                                    | Предположительно столкнулся с радиозондом. |
| 22 января   | Boeing 707                           | Nigeria Airways                                | Кано                          | 176             | 26               | Погодные условия                                                       | Жёсткая посадка при сильном ветре. |
| 29 января   | Ил-18                                | EgyptAir                                       | Кириния                       | 37              | 0                | Не установлена                                                         | Врезался в гору. |
| 5 февраля   | Douglas EC-47Q                       | ВВС США                                        | Сараван                       | 8               | 0                | Сбит                                                                   | Сбит. |
| 19 февраля  | Ту-154                               | Аэрофлот                                       | Прага                         | 66              | 34               | Не установлено                                                         | Разбился при заходе на посадку. |
| 21 февраля  | Douglas C-47A-70-DL                  | Aerovias Urraca                                | Чирики                        | 22              | 6                | Не установлено                                                         | Врезался в гору. |
| 21 февраля  | Boeing 727                           | Libyan Arab Airlines                           | Синайский полуостров          | 108             | 0                | Поражение ракетой                                                      | Отклонился от курса и был сбит двумя перехватчиками израильских ВВС. |
| 23 февраля  | de Havilland Canada DHC-5 Buffalo    | ВВС Бразилии                                   | Манаус                        | 3               | 19               | н.д.                                                                   | Разбился при заходе на посадку. |
| 24 февраля  | Ил-18                                | Аэрофлот                                       | Матчинский район              | 79              | 0                | Потеря управления, разрушение самолёта в воздухе                       | Катастрофа произошла в результате увеличения скоростного напора и перегрузки, что привело к разрушению самолёта в воздухе. |
| 26 февраля  | Learjet 24                           | Machinery Buyers Corp                          | Атланта                       | 7               | 0                | Столкновение с птицами                                                 | Упал на город после того, как в двигатель попали птицы. На земле повреждено здание и несколько автомобилей, пострадал один человек. |
| 28 февраля  | de Havilland Canada DHC-5 Buffalo    | ВВС Перу                                       | Сан-Рамон                     | 12              | 0                | н.д.                                                                   | Врезался в гору. |
| 28 февраля  | Як-40                                | Аэрофлот                                       | близ аэропорта Семипалатинска | 32              | 0                | Не установлена                                                         | Разбился при взлёте. |
| 28 февраля  | Ан-24                                | 36-й cпециальный транспортный авиационный полк | у аэропорта Щецин-Голенюв     | 18              | 0                | Обледенение и турбулентность                                           | На борту находились министры внутренних дел Польши и Чехословакии и сотрудники министерств. Разбился при заходе на посадку. |
| 28 февраля  | de Havilland Canada DHC-6 Twin Otter | Merpati Nusantara Airlines                     | Набире                        | 13              | 0                | н.д.                                                                   | н.д. |
| 3 марта     | Ил-18                                | Balkan                                         | Сходня                        | 25              | 0                | Обледенение                                                            | При заходе на посадку неожиданно опустил нос и врезался в землю. |
| 5 марта     | Douglas DC-9                         | Iberia                                         | Атлантическая Луара           | 68              | 0                | Ошибка авиадиспетчеров, недопонимание между диспетчерами и пилотами    | Столкнулись в воздухе. |
| 5 марта     | Convair CV-990                       | Spantax                                        | Атлантическая Луара           | 0               | 107              | Ошибка авиадиспетчеров, недопонимание между диспетчерами и пилотами    | Столкнулись в воздухе. |
| 8 марта     | Douglas C-47                         | ВС США                                         | Силк Хоуп                     | 14              | 0                | Перегруз                                                               | Разбился через час после взлёта в сложных метеоусловиях. |
| 12 марта    | Ми-4                                 | Аэрофлот                                       | Ненецкий национальный округ   | 9               | 0                | Дефект лопасти несущего винта                                          | На борту находился известный лётчик Семён Явтысый. |
| 15 марта    | Hawker Siddeley HS-748               | Indian Airlines                                | Хайдарабад                    | 3 (+1 на земле) | 0                | Ошибки экипажа                                                         | Упал на дом вскоре после взлёта. Экипаж находился в нетрезвом состоянии. |
| 19 марта    | Douglas C-54                         | Air Vietnam                                    | Буонметхуот                   | 58              | 0                | Теракт                                                                 | Взрыв бомбы в грузовом отсеке. |
| 29 марта    | Morane-Saulnier MS.760 Paris         | ВВС Аргентины                                  | Вилла Рейнольдс               | 2               | 0                | Столкновение в воздухе                                                 | Столкнулись в воздухе. |
| 29 марта    | Morane-Saulnier MS.760 Paris         | ВВС Аргентины                                  | Вилла Рейнольдс               | 2               | 0                | Столкновение в воздухе                                                 | Столкнулись в воздухе. |
| 10 апреля   | Vickers 952 Vanguard                 | Invicta International Airlines                 | Хохвальд                      | 108             | 37               | Дезориентация экипажа из-за осложнений в работе навигационных приборов | Врезался в гору при заходе на посадку. |
| 12 апреля   | Lockheed P-3C Orion                  | ВМС США                                        | Маунтин-Вью                   | 5               | 1                | Столкновение в воздухе                                                 | Столкнулись в воздухе. |
| 12 апреля   | Convair CV-990                       | NASA                                           | Маунтин-Вью                   | 11              | 0                | Столкновение в воздухе                                                 | Столкнулись в воздухе. |
| 18 апреля   | de Havilland Canada DHC-6 Twin Otter | Bakhtar Afghan Airlines                        | Бамиан                        | 4               | 15               | н.д.                                                                   | Разбился. На борту находились американцы и канадцы. |
| 23 апреля   | Ту-104                               | Аэрофлот                                       | Ленинград                     | 2               | 55               | Теракт                                                                 | Совершил жётскую посадку после взрыва на борту во время попытки захвата. |
| 27 апреля   | Lockheed P2V-7 Neptune               | Морские силы самообороны Японии                | Иводзима                      | 8               | 0                | н.д.                                                                   | н.д. |
| 2 мая       | Nord 2502F Noratlas                  | ВВС Португалии                                 | Муэда                         | 11              | 0                | Ошибка экипажа                                                         | Разбился при посадке в условиях низкой облачности. |
| 4 мая       | Douglas DC-3                         | Air Cambodge                                   | Кампот                        | 3               | ? (8 пострадали) | Обстрел                                                                | Получил повреждения при миномётном обстреле. |
| 10 мая      | Douglas DC-8                         | Thai Airways International                     | Катманду                      | 0 (+1 на земле) | 110              | н.д.                                                                   | Выкатился за пределы ВПП. |
| 11 мая      | Ил-18                                | Аэрофлот                                       | 84 км южнее Семипалатинска    | 63              | 0                | Не установлено                                                         | Внезапно вошёл в быстрое снижение и разрушился в воздухе. |
| 14 мая      | Ан-24                                | Cubana de Aviación                             | Нуэва-Херона                  | 3               | 45               | Ошибка экипажа                                                         | Разбился при посадке в плохую погоду. |
| 18 мая      | Ту-104                               | Аэрофлот                                       | Читинская область             | 81              | 0                | Теракт                                                                 | Взрыв бомбы на борту. |
| 19 мая      | Douglas C-47                         | Air Union                                      | Свайриенг                     | 11              | 0                | Сбит                                                                   | Сбит во время взлёта. |
| 31 мая      | Boeing 737                           | Indian Airlines                                | Дели                          | 48              | 17               | Ошибка экипажа                                                         | Пилоты продолжили заход на посадку в условиях видимости ниже минимума, самолёт зацепил ЛЭП. |
| 1 июня      | Sud Aviation Caravelle               | Cruzeiro do Sul                                | Мараньян                      | 23              | 0                | Отказ двигателя                                                        | Разбился при подходе к аэропорту Сан-Луис. |
| 3 июня      | Ту-144                               | Аэрофлот                                       | Гуссенвиль                    | 6 (+8 на земле) | 25 (на земле)    | Не установлено                                                         | Ту-144 выполнял показательный полёт, когда на глазах 250—350 тысяч зрителей внезапно перешёл в пикирование, а через несколько секунд рассыпался в воздухе и рухнул на находившиеся под ним жилые районы. |
| 20 июня     | DC-9                                 | Aeroméxico                                     | Пуэрто-Вальярта               | 27              | 0                | Ошибка экипажа                                                         | Врезался в гору при заходе на посадку. |
| 30 июня     | Ту-134                               | Аэрофлот                                       | Амман                         | 2 (+7 на земле) | 83               | Ошибки экипажа                                                         | В момент взлёта выкатился за пределы ВПП и врезался в жилой дом. |
| 4 июля      | Ил-14                                | Аэрофлот                                       | близ Шахтёрска                | 18              | 0                | Ошибки экипажа и диспетчера                                            | Столкнулся со склоном горы Краснова. |
| 5 июля      | Hawker Siddeley HS-748               | Avianca                                        | Букараманга                   | 0 (+3 на земле) | 44               | Ошибка экипажа, сложные метеоусловия                                   | Во время дождя выкатился за пределы ВПП и врезался в жилые дома. |
| 7 июля      | de Havilland Canada DHC-4 Caribou    | ВВС Южного Вьетнама                            | Фукуок                        | 14              | 22               | Отказ двигателя                                                        | Упал в море после отказа двигателя. |
| 9 июля      | Ту-124                               | Аэрофлот                                       | Куйбышевская область          | 2               | 59               | Разрушение правого двигателя                                           | При наборе высоты произошло разрушение правого двигателя, его детали пробили обшивку фюзеляжа. |
| 11 июля     | Boeing 707                           | VARIG                                          | близ Орли                     | 123             | 11               | Пожар                                                                  | Загорелся в воздухе. Источник возгорания находился в туалете. |
| 11 июля     | Britten-Norman BN-2 Islander         | н.д.                                           | Панама                        | 10              | 0                | н.д.                                                                   | Врезался в гору. |
| 22 июля     | Boeing 707                           | Pan American World Airways                     | Таити                         | 78              | 1                | Не установлена                                                         | Упал в воду после взлёта. |
| 23 июля     | Fairchild Hiller FH-227B             | Ozark Air Lines                                | Миссури                       | 38              | 6                | Турбулентность                                                         | Выполняя заход на посадку в условиях сильного дождя и близкой мощной грозы вдруг потерял высоту, врезался в деревья и разбился. |
| 27 июля     | Boeing 727                           | FAA                                            | Юкон                          | 0               | 4                | Ошибка экипажа и диспетчера                                            | Столкнулись в воздухе. |
| 27 июля     | Cessna 172                           | частное лицо                                   | Юкон                          | 3               | 0                | Ошибка экипажа и диспетчера                                            | Столкнулись в воздухе. |
| 31 июля     | McDonnell Douglas DC-9               | Delta Air Lines                                | Бостон                        | 89              | 0                | Ошибки экипажа                                                         | При заходе на посадку в условиях тумана уклонился чуть выше глиссады и, снизившись ниже допустимой высоты, врезался в дамбу. |
| 8 августа   | Як-40                                | Аэрофлот                                       | Архангельск                   | 1               | 30               | Отказ руля высоты, ошибка экипажа                                      | Выкатился за пределы ВПП. |
| 13 августа  | Sud Aviation SE-210 Caravelle 10R    | Aviaco                                         | Ла-Корунья                    | 85              | 0                | Плохие погодные условия, ошибки экипажа                                | Разбился при заходе на посадку. |
| 15 августа  | Britten-Norman BN-2A-6 Islander      | Turks & Caicos Airways                         | Дондон                        | 10              | 0                | Отказ техники                                                          | Разбился. |
| 18 августа  | Ан-24                                | Аэрофлот                                       | близ Баку                     | 56              | 8                | Отказ двигателя, ошибка экипажа, конструктивные недостатки             | Разбился при взлёте. |
| 22 августа  | Douglas DC-3                         | Avianca                                        | Йопаль                        | 16              | 1                | Сложные метеоусловия                                                   | Врезался в холм. |
| 27 августа  | Lockheed L-188A Electra              | Aerovías Cóndor de Colombia                    | Богота                        | 42              | 0                | Ошибка экипажа                                                         | Врезался в гору при взлёте. |
| 28 августа  | Lockheed C-141 Starlifter            | ВВС США                                        | Уева                          | 24              | 1                | Ошибка экипажа                                                         | Разбился при заходе на посадку. |
| 8 сентября  | McDonnell Douglas DC-8               | World Airways                                  | Колд Бей                      | 6               | 0                | Ошибка экипажа                                                         | Разбился при заходе на посадку. |
| 11 сентября | Sud Aviation SE-210 Caravelle VI-N   | JAT                                            | Титоград                      | 41              | 0                | Ошибки авиадиспетчера                                                  | Врезался в гору. |
| 21 сентября | Grumman HU-16E Albatross             | Береговая охрана США                           | Мексиканский залив            | 6               | 0                | Несчастный случай                                                      | Пожар на борту во время запуска сигнальных ракет. |
| 27 сентября | Convair CV-600                       | Texas International Airlines                   | Арканзас                      | 11              | 0                | Ошибка экипажа                                                         | Отклонился от курса и врезался в гору. |
| 30 сентября | Ту-104                               | Аэрофлот                                       | Свердловская область          | 108             | 0                | Отказ навигационных приборов из-за сбоя в электропитании               | Разбился вскоре после взлёта. |
| 2 октября   | Ан-12                                | Аэрофлот                                       | Магаданская область           | 10              | 0                | Ошибка экипажа                                                         | Врезался в гору. |
| 10 октября  | Ли-2                                 | Аэрофлот                                       | Ташауз                        | 5               | 0                | Отказ техники                                                          | Из-за неисправности топливной системы самолёт Ли-2 потерпел катастрофу вблизи аэропорта Ташауз. Погибло 5 человек. После этого инцидента эксплуатация самолёта Ли-2 в гражданской авиации СССР была прекращена. |
| 13 октября  | Ту-104                               | Аэрофлот                                       | Подольский район              | 122             | 0                | Отказ навигационных приборов из-за сбоя в электропитании               | Разбился из-за отказа электропитания систем навигации. Экипаж был дезориентирован. С выпущенными шасси на высоте 400 м он начал третий правый разворот, во время которого самолёт перешёл на снижение по крутой спирали с левым вращением. Самолёт столкнулся с земной поверхностью с креном 75° в 8 км от аэропорта. В числе пассажиров находился командующий зенитными ракетными войсками ПВО СССР генерал-лейтенант артиллерии Фёдор Бондаренко. Эта катастрофа осталась крупнейшей за всю историю эксплуатации самолётов семейства Ту-104. |
| 15 октября  | Lockheed C-130E Hercules             | ВВС США                                        | Арканзас                      | 7               | 0                | н.д.                                                                   | Врезался в гору. |
| 23 октября  | NAMC YS-11A-211                      | VASP                                           | Рио-де-Жанейро                | 8               | 57               | Техническая неисправность                                              | Не смог взлететь из-за потери мощности двигателя, выкатился за пределы ВПП. |
| 3 ноября    | McDonnell Douglas DC-10              | National Airlines                              | Нью-Мексико                   | 1               | 127              | Техническая неисправность, ошибки экипажа                              | Через 2 часа после вылета у самолёта отказал и разрушился двигатель №3; его осколки сильно повредили фюзеляж, правое крыло и оба остальных двигателя самолёта, что привело к разгерметизации, отказу ряда систем управления и гибели пассажира (его выбросило через образовавшуюся в фюзеляже дыру). Экипаж успешно посадил повреждённый лайнер. |
| 4 ноября    | de Havilland Canada DHC-4 Caribou    | ВВС Южного Вьетнама                            | Дакнонг                       | 29              | 0                | н.д.                                                                   | Разбился при заходе на посадку. |
| 16 ноября   | Grumman C-2A Greyhound               | ВВС США                                        | Крит                          | 7               | 3                | Техническая неисправность                                              | Отказ двигателей. Предположительно, в топливо попала вода. |
| 17 ноября   | Douglas C-47                         | Air Vietnam                                    | Куангнгай                     | 27              | 0                | Ошибка экипажа                                                         | Ночью врезался в гору. |
| 7 декабря   | Ту-104Б                              | Аэрофлот                                       | Домодедово                    | 16              | 59               | Ошибка экипажа                                                         | Самолёт заходил на посадку с превышением скорости и отклонением от курса. Из-за этого самолёт накренился, задел левой плоскостью крыла земную поверхность, перевернулся, раскололся пополам и загорелся. |
| 11 декабря  | Douglas R6D-1                        | ВМС США                                        | Большой Ситкин                | 10              | 0                | н.д.                                                                   | Разбился при заходе на посадку. |
| 15 декабря  | Lockheed L-1049H Super Constellation | Aircraft Pool Leasing Corp                     | Майами                        | 3 (+6 на земле) | 0                | н.д.                                                                   | При взлёте упал на дома. |
| 16 декабря  | Ту-124                               | Аэрофлот                                       | Волоколамский район           | 51              | 0                | Отказ триммера руля высоты                                             | Основная статья: Катастрофа Ту-124 под Волоколамском |
| 22 декабря  | Sud Aviation SE-210 Caravelle VI-N   | Royal Air Maroc                                | близ Танжера                  | 106             | 0                | Ошибка                                                                 | Врезался в гору. |
| 23 декабря  | Ту-124                               | Аэрофлот                                       | Львовская область             | 17              | 0                | Техническая неисправность                                              | На борту начался пожар после разрушения и возгорания левого двигателя. |